# لیتوبور
لیتوبور (به چکی: Litoboř) یک منطقهٔ مسکونی در جمهوری چک است که در ناحیه ناخود واقع شده‌است. لیتوبور ۳٫۵۱ کیلومتر مربع مساحت و ۱۱۷ نفر جمعیت دارد و ۳۹۴ متر بالاتر از سطح دریا واقع شده‌است.